# چانسی آیوز
چانسی بردلی آیوز (انگلیسی: Chauncey Bradley Ives؛ ۱۴ دسامبر۱۸۱۰ – ۱۸۹۴) پیکرتراش اهل ایالات متحده آمریکا بود که در درجهٔ اول آثار خود را به سبک نوکلاسیک خلق می‌کرد. آثار بیشتر شناخته‌شدهٔ او شامل مجسمه‌های مرمری جاناتان ترامبول و راجر شرمن (مجسمهٔ راجر شرمن) هستند که در مجموعهٔ تالار مجسمه‌سازی ملی گنجانده شده‌اند.